# Ясновидовка
Ясновидовка — посёлок в Питерском районе Саратовской области России. Входит в состав Орошаемого муниципального образования.

## География
Посёлок находится в юго-восточной части Саратовской области, в юго-западной части района, в сухостепной зоне, при балке Третья Куба, на южном берегу пруда Белый, на расстоянии примерно 26 километров (по прямой) к юго-западу от села Питерка, административного центра района.

## История
До 1984 года населённый пункт был известен как поселок 2-я ферма совхоза «Орошаемый». Указом Президиума Верховного совета РСФСР от 19 октября 1984 года посёлку было присвоено современное название.

## Население
| 2002 | 2010 |
| ---- | ---- |
| 157  | ↘103 |

Гендерный состав
По данным Всероссийской переписи населения 2010 года в гендерной структуре населения мужчины составляли 50,5 %, женщины — соответственно 49,5 %.
Национальный состав
Согласно результатам переписи 2002 года, в национальной структуре населения казахи составляли 66 % из 157 чел.

## Улицы
Уличная сеть посёлка состоит из трёх улиц.